# Pseudocercospora araliae
Pseudocercospora araliae är en svampart som först beskrevs av Henn., och fick sitt nu gällande namn av Deighton 1976. Pseudocercospora araliae ingår i släktet Pseudocercospora och familjen Mycosphaerellaceae.   Inga underarter finns listade i Catalogue of Life.